# معركة الرجيع الأولى
معركة الرجيع الأولى او يوم الرجيع وهو يوم من أيام العرب بين هوازن وبين هذيل في منطقة الرجيع شمال مكة. وكانت بقيادة مالك بن عوف في الجانب الهوازني وكان سبب المعركة محاولته للانتقام من هذيل بعد سنه واحدة من معركة البوباة ولم ينجح في ذلك.

## خبر المعركة
بعد انتهاء معركة  البوباة والتي كان خبرها مختصرا نزول بعض بني حريث من هذيل وبني كاهل بن لحيان الى أقصى البوباة فسمع بهم أثر نزول الأمطار وطمعا بالأرض وسماع مالك بن عوف بنزولهم فجمع لهم جيشا من قبائل هوازن ونزل اليهم فوقعت الحرب بينهم ووصل النداء الى قبائل هذيل الأخرى وبالأخص بنو مَازن بن معاوية وبنو قرد بن معاوية فأتوا بجيش وأحاطوا بهوازن من كل الجهات فقتلوا كل جيش هوازن ولم ينجوا الا مالك بن عوف بنفسه وهذا في أحداث معركة البوباة,
وأورد السكري خبرا ليوم الرجيع وكان مالك بن عوف قد توعد هذيل بالانتقام منهم وذكر ذلك في أبيات يهددهم منها قوله:
ويذكر العالم أبو سعيد السكري أنه عاد اليهم بجيش أخر بعد سنة واحدة يقوده بنفسه ومعه شقيقة ربيعة, وكانوا يزيدون على الف فارس, فمن المعروف ان مالك بن عوف النصري من الفرسان الجرارين الذين لا يدخلون في معركة الا بألف فَارس على الأقل.
ويبدوا ان هذيل كانوا جاهزين في الرجيع فوقع القتال بينهم وانتصرت هذيل, وقتل أعلام من هوازن مثل ربيعة بن عوف النصري وهو أخو سيد قبائل هوازن مالك بن عوف ولم ينجوا في هذه المعركة الا مالك بن عوف على أقدامه وقد عقروا حصانة,
ذكر الأحداث أبو سعيد الحسن الأزدي في خبر يوم الرجيع مختصرا:
| معركة الرجيع الأولى | وخرج مالك بن عوف النصري بقومة هوازن العام المقبل حتى غزاهم بالرجيع - أي هذيل - فهُزم هو وقومه وقُتل أخوة ربيعة وعقروا فرس مالك بن عوف فأفلت مالك بن عوف شدا على رجليه ثم لم يكن بينهم قتال حتى جاء الله عز وجل بالإسلام | معركة الرجيع الأولى |

## هامش
- الرجيع - بفتح أوّله، وبالعين المهملة في آخره: ماء لهذيل، لبنى لحيان منهم، بين مكّة وعسفان، بناحية الحجاز، من صدر الهدأة.[7]
- عقروا - عقر الخيل بمعنى ذبح الخيل ويقال عقر الحيوان أي ذبحة.[8]
- حريث - بنو حريث بن سعد بن هذيل.[9]
- بنو مازن - بنو مازن بن معاوية بن تميم بن سعد بن هذيل.[10]
- بنو قرد - بنو قرد بن معاوية بن تميم بن سعد بن هذيل.[11]